# DVR-MS
DVR-MS (Microsoft Digital Video Recording) é um formato de contêiner de arquivo de vídeo e áudio proprietário, desenvolvido pela Microsoft e utilizado para armazenar conteúdo de TV gravado pelo Windows XP Media Center Edition, Windows Vista e Windows 7.
Vários fluxos de dados (áudio e vídeo) são agrupados em um contêiner ASF com a extensão DVR-MS. O vídeo é codificado usando o padrão MPEG-2 e o áudio usando MPEG-1 Audio Layer II ou Dolby Digital AC-3 (ATSC A/52). O formato estende esses padrões ao incluir metadados sobre o conteúdo e gestão de direitos digitais. Os arquivos neste formato são gerados a partir do Stream Buffer Engine (SBE.dll), um componente do DirectShow introduzido no Windows XP Service Pack 1.